# 釣りバカ日誌イレブン
『釣りバカ日誌イレブン』（つりバカにっしイレブン、『釣りバカ日誌11』と表記されることもある）は、2000年2月5日公開の日本映画。釣りバカ日誌シリーズ第13作（レギュラーシリーズ第11作）。

## あらすじ
会社出勤前の早朝からも釣りを欠かせない好きを通り越した釣りバカ・ハマちゃんこと伝助。そんなある日、伝助は彼が勤務する鈴木建設の営業三課のOL・志乃から相談を受ける。志乃によると、ある日祭りの夜店で買ってきたウサギを自宅で飼育していたが育ちすぎて手に負えない、マンションなので隣の住人や大家からもクレームが来ている、どうか自分の代わりに育ててくれるところはないだろうかとの事。そこで伝助は、会社の後輩であり釣り仲間で真面目だけが取り柄な資材部勤務の宇佐美なら引き取ってくれるだろうと彼女に紹介。人のいい宇佐美も快諾し早速引き取ってくれた。ところが、宇佐美の故郷ではウサギを食べる習慣があった。志乃の想いとは裏腹にてっきり食用にもらったと勘違いした宇佐美は、その日のうちに実家に持ち帰り家族と共にそのウサギを食べてしまう。それを知った志乃はショックのあまり会社で倒れ入院してしまう。会社では周囲から白い目で見られケダモノ扱いされるようになり、おまけに好意を寄せていた志乃に対してとんでもないことをしたと事の重大さを思い知らされ、彼女に合わす顔もなくなった宇佐美は会社での居場所もなくなり、地方に異動願を提出。結果、宇佐美は沖縄営業所に転勤して行った。
同じ頃、伝助の勤める鈴木建設の社長である鈴木ことスーさんは平成不況の真っただ中にわが社もどう切り抜けたらいいか、そのためには大量のリストラをするべきかどうかなど非常に頭を悩ませていた。そんな中、スーさんのもとに沖縄出張の話が舞い込む。出張のお供にヒラ社員である伝助を同行させる事になるが、スーさんは出張から帰京後には会社の窮地を救うための重大な決心をしなければならないため、もはや釣りを楽しむどころではない。一方の伝助は仕事よりも釣りの事で頭が一杯で、沖縄に着くや否や早速仕事を放棄し釣りに出かけてしまう。現地で宇佐美と再会した伝助は、宇佐美が買った小型の釣り船・サバニに乗り、沿岸に出て二人で釣りを楽しむのであるが、沖合で急激な悪天候に見舞われた上にサバニが故障し、海上に漂流。気力を失った二人は知らず知らずのうちに無人島に漂着してしまう。その一方で、そんな事とは露知らずのスーさんは、現地で出会ったタクシー会社の社長・玉恵から会社や社員に対する健気な話を聞かされ、社員こそが会社の大きな財産である事を改めて痛感させられたスーさんは、帰京後リストラ案を廃止する事を決断したのだった。
無人島に漂着した伝助たちはかなりの疲労と脱水症状に見舞われ、通りかかった地元の漁師たちに救出された。宇佐美は伝助より重症で入院が必要であり、入院中も伝助は彼を見舞ったりなど気を配り、伝助が東京に帰ったのはスーさんが帰京した4日後の事だった。伝助の沖縄での仕事放棄に加え4日間の無断欠勤という職務怠慢さにスーさんや役員たちは大激怒。だが、リストラはしないと宣言したばかりであってクビにすることも出来ず、他に適切な処罰方法が見つからないため、結局は処分保留となる。そんな中、志乃が寿退社する事に。相手は何と!宇佐美だったのだ。志乃と宇佐美はあの事件をきっかけに和解ののち付き合うようになり、離れ離れになってもメールを通して交際を続けていたのだった。ウサギが取り持った縁により、最後は彼からのプロポーズに志乃も快諾し、沖縄へと旅立って行った。
それから数日後、釣り客で賑わう埠頭において仲直りした伝助とスーさんは二人釣りを楽しむのであった。

## キャスト
浜崎家
- 浜崎伝助（鈴木建設営業三課） - 西田敏行
- 浜崎みち子（妻） - 浅田美代子
- 浜崎鯉太郎（息子） - 上野友

鈴木家
- 鈴木一之助（鈴木建設代表取締役社長） - 三國連太郎
- 鈴木久江（妻） - 奈良岡朋子

メインゲスト
- 宇佐美吾郎（伝助の釣りの弟子・鈴木建設資材部管理課） - 村田雄浩
- 磯村志乃（鈴木建設営業三課） - 桜井幸子

鈴木建設
- 秋山（専務） - 加藤武
- 堀田（常務） - 森山周一郎
- 原口（人事部長） - 柴俊夫
- 川島（営業本部長） - 小野寺昭
- 草森（秘書課長） - 中村梅雀
- 蛸島（係長） - 加藤満
- 佐々木和男（営業三課課長） - 谷啓
- 前原（運転手） - 笹野高史

その他
- 太田八郎（ハマちゃんの隣人） - 中本賢
- 知念玉恵（タクシー運転手） - 余貴美子
- ホテルの支配人 - 永澤俊矢
- 通訳秘書 - 高田聖子
- クラーク社長 - リチャード・グロス

## スタッフ
- 監督 - 本木克英
- 原作 - やまさき十三（作）、北見けんいち（画）（小学館『ビッグコミックオリジナル』連載）
- 脚本 - 山田洋次、朝間義隆
- プロデューサー - 瀬島光雄、中川滋弘、深澤宏
- 音楽 - 周防義和
- 録音 - 岸田和美
- 撮影 - 長沼六男
- 編集 - 川瀬功
- 美術 - 横山豊

## ロケ地
沖縄県・沖縄島、久米島

## 地上波放送履歴
| 回数  | テレビ局   | 番組名             | 放送日         |
| ----- | ---------- | ------------------ | -------------- |
| 初回  | フジテレビ | ゴールデン洋画劇場 | 2001年4月28日  |
| 2回目 | フジテレビ | プレミアムステージ | 2003年10月18日 |
| 3回目 | TBS        | 月曜ゴールデン     | 2008年10月27日 |
| 4回目 | 日本テレビ | 金曜ロードSHOW!    | 2013年3月29日  |